# Imploding the Mirage
Imploding the Mirage är det sjätte studioalbumet av det amerikanska rockbandet The Killers. Albumet släpptes den 21 augusti 2020 och innehåller samarbeten med k.d. lang och Weyes Blood. Imploding the Mirage är det enda av bandets album som är gjort utan dess gitarrist Dave Keuning som tog en paus från bandet mellan 2017 och 2021. Bland andra Lindsey Buckingham, Adam Granduciel, bandets basist Mark Stoermer och dess producent Jonathan Rado har därför spelat gitarr på albumet istället för Keuning.
Albumet föregicks av tre singlar: Caution, My Own Souls Warning och Blowback. 

## Låtlista[1]
| 1.           | My Own Souls Warning             | 4:34  |
| 2.           | Blowback                         | 3:59  |
| 3.           | Dying Breed                      | 4:05  |
| 4.           | Caution                          | 4:29  |
| 5.           | Lightning Fields (med k.d. lang) | 4:18  |
| 6.           | Fire in Bone                     | 3:53  |
| 7.           | Running Towards a Place          | 4:13  |
| 8.           | My God (med Weyes Blood)         | 3:38  |
| 9.           | When the Dreams Run Dry          | 4:42  |
| 10.          | Imploding The Mirage             | 4:07  |
| Total längd: | Total längd:                     | 41:58 |

| 11.          | C'est La Vie            | 3:05  |
| 12.          | Caution - Wasatch Style | 3:17  |
| 13.          | Blowback - Acoustic     | 3:29  |
| Total längd: | Total längd:            | 51:49 |